# Праведники народів світу в Румунії
Праведники народів світу в Румунії — це румуни, що рятували євреїв в період Голокосту, яким присвоєно почесне звання «Праведник народів світу» ізраїльським Інститутом катастрофи і героїзму «Яд ва-Шем».
Станом на 1 січня 2016 року такі звання присвоєно 60 румунам..

## Список
| Ім'я                                                       | Номер  | Рік присвоєння звання             | Інформація про подвиг                                                                                                 |
| ---------------------------------------------------------- | ------ | --------------------------------- | --- |
| Віоріка Агаріч                                             | 2062   | 1983                              | Голова відділення Червоного Хреста в місті Роман, надавала допомогу депортованим євреям, що вижили в Яському погромі. |
| Ангел Ануцою                                               | 1395   | 1979                              | Військовий чиновник, врятував безліч євреїв, попереджав про погроми і допомагав переховуватися                        |
| Василь і Марія Баяс                                        | 615    | 1971                              | |
| Думітру Бечану                                             | 3515   | 1987                              | |
| Валеріан і Мінодора Белека                                 | 10358  | 2004                              | |
| Олександру Керекес                                         | 11530  | 2009                              | |
| Траян (батько) і Траян (син) Кочубей                       | 8923   | 2000                              | |
| Георге Кожок                                               | 2 731  | 1 984                             | |
| Ана і Павло Крачун                                         | 1406   | 1978                              | |
| Теодор Крівяну                                             | 10658  | 2007                              | |
| Марія (Амеліка) Дале, її свекор і свекруха Василе і Юліана | 11558  | 2009                              | |
| Летиція Демуска                                            | 1406   | 1978                              | |
| Адріан Думітру                                             | 6843   | 1996                              | |
| королева-мати Олена                                        | 5106   | 1993                              | Активно використовувала свій вплив для запобігання депортацій євреїв і надання допомоги депортованим                  |
| Штефан і Розалія Фаркаш                                    | 5103   | 1992                              | |
| Констанца Флореску                                         | 4398   | 1989                              | |
| Олександру Гітеску                                         | 5014   | 1991                              | |
| Др. Сімон і Меція Хіж                                      | 725    | 1972                              | |
| Костянтин Караджа                                          | 10472  | 2005                              | Дипломат, врятував тисячі євреїв від депортації і знищення                                                            |
| Флоріан Маноло                                             | 160    | 2001                              | |
| Еміліан Маркулеску                                         | 4779,1 | 1990                              | |
| Валеріу Молдован                                           | 5999   | 1994                              | |
| Савін Мотора                                               | 2394   | 1983                              | |
| Йоана Онісор і сини Віктор і Лазор                         | 1406   | 1978                              | |
| Штефан Паелунджі                                           | 6999   | 1996                              | |
| Нона Пинтя                                                 | 3455   | тисячі дев'ятсот вісімдесят шість | |
| Георге Петре                                               | 10060  | 2004                              | |
| Егон і Ніколіна Покорні                                    | 2855   | 1984                              | |
| Миколу і Марія Поп, дочка Аристіна (Сейляну)               | 7123   | 1996                              | |
| Валер Поп                                                  | 2580   | 1983                              | |
| Траян Попович                                              | 499    | 1969                              | Адвокат і мер міста Чернівці, врятував близько 20 тисяч євреїв Буковини від депортації                                |
| Григора Профир                                             | 3514   | 1991                              | |
| Алекса Путі, діти: Марія, Тодор                            | 3730   | 1987                              | |
| Джордже Руссу                                              | 10818  | 2006                              | |
| Костянтин Сімьонеску                                       | 4892   | 1991                              | |
| Мірча Петру Сіон                                           | 3384   | 1986                              | |
| Проф. Раул Шорбан                                          | 3499   | 1986                              | |
| Жоана і Паску Стоенеску                                    | 566    | 1969                              | |
| Габріела Страусс-Тирон і її мати Марія Катана              | 6843   | 1996                              | |
| Елізабет Струльов                                          | 3416   | 1987                              | |
| Йоан Сута                                                  | 1827   | 1980                              | |
| Марія Тубак                                                | 4860   | 1991                              | |
| Йосиф Захарія                                              | 6177   | 1994                              | |